# Sidi Ouriache
Sidi Ouriache est une commune de la wilaya d'Aïn Témouchent en Algérie. Cette commune était connue précédemment sous le nom de Tadmaya,.

## Géographie

### Situation
Le territoire de la commune de Sidi Ouraiche est situé à l'ouest de la wilaya d'Aïn-Témouchent, sur la rive gauche du fleuve Tafna.
| Beni Khellad (Wilaya de Tlemcen) | Oulhaça El Gheraba                | El Emir Abdelkader         |
| Beni Khellad (Wilaya de Tlemcen) | Sidi Ouriache                     | Remchi (Wilaya de Tlemcen) |
| Beni Khellad (Wilaya de Tlemcen) | Beni Ouarsous (Wilaya de Tlemcen) | Remchi (Wilaya de Tlemcen) |

### Lieux-dits, hameaux, et quartiers
La commune de Sidi Ouriache est constituée de plusieurs villages (ou douars) :
- Sidi Ouriache, le chef-lieu de la commune ;
- Aïn Merja, Bratla, Hamamouche, Medadha Terbane, Sidi Dahmane, Zouanif T'Hata.

## Histoire

### Histoire administrative
La commune de Tadmaya est renommée Sidi Ouriach en 1991.